# Кругорамное кино

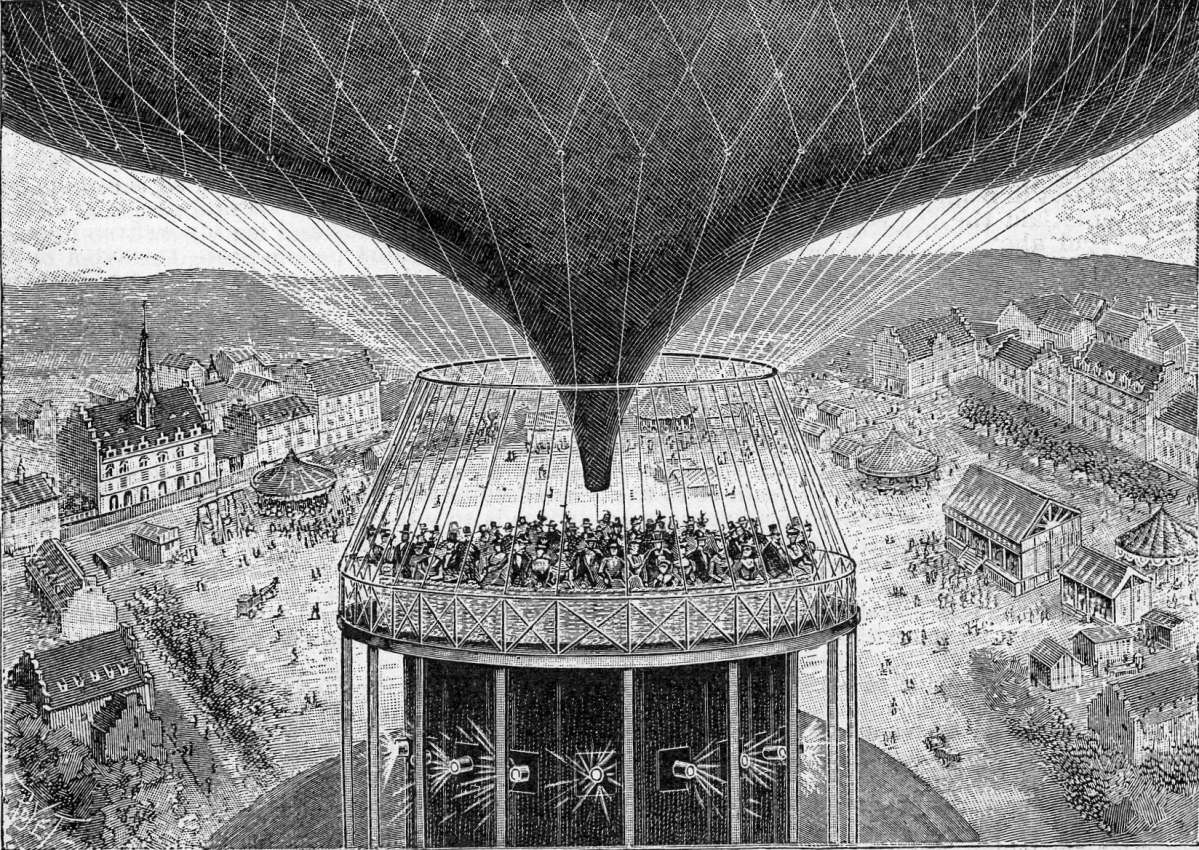
Зрительный зал «Синеорамы», оформленный как гондола воздушного шара

Кругора́мное кино́, Кругора́ма, Циркора́мное кино́ — разновидность кинематографических систем, позволяющая получать изображение с горизонтальным углом обзора 360°.
Кругорамные фильмы снимаются при помощи специальной установки из нескольких киносъёмочных аппаратов, и демонстрируются в специальных кинозалах с круговым экраном цилиндрической формы. В отличие от сферорамных киносистем (например, IMAX Dome или «Спейсариум»), основанных на использовании одной киноплёнки большого формата и объектива типа «рыбий глаз», кругорамные используют несколько киноплёнок и обычную оптику. Все существующие кругорамные киносистемы используются как киноаттракционы и не применяются для съёмки полнометражных художественных кинофильмов.

## История создания
Первая кругорамная киносистема «Синеорама» (фр. Cinéorama, другое название — «Синекосморама») была запатентована Раулем Гримуэном Сансоном (фр. Raoul Grimoin-Sanson) 25 ноября 1897 года и впервые реализована в 1900 году на Всемирной выставке в Париже. Под Эйфелевой башней был построен круглый павильон, стены которого служили цилиндрическим экраном. Площадка для зрителей располагалась в центре зала и обеспечивала круговой обзор.
Для съёмки и проекции использовались 10 киноплёнок шириной 75-мм с размером кадра 57×62 мм. Десять киносъёмочных аппаратов крепились на общем основании («риге») с таким расчётом, что поля зрения соседних аппаратов незначительно перекрывались. Угол между оптическими осями камер составлял 36°. Кинопроекторы устанавливались в аппаратной, расположенной под зрительной площадкой кинозала. Все десять кинопроекторов имели общий привод и каждый проецировал на экран свою часть изображения в пределах угла чуть больше 36°. На стыке соседние изображения перекрывали друг друга. Слишком большой экран не позволял обеспечить достаточные качество изображения и его яркость. Даже дуговые лампы кинопроекторов тех лет не могли обеспечить хорошей светоотдачи, необходимой для экрана таких размеров. Несмотря на вентиляцию, температура в аппаратной доходила до 60° C. В итоге, единственный отснятый видовой фильм был показан всего три раза: после несчастного случая с киномехаником из-за перегрева в киноаппаратной, кинотеатр был закрыт полицией по соображениям безопасности.
Первой по-настоящему успешной кругорамной киносистемой стала «Циркарама» (англ. Circarama) Уолта Диснея, открывшаяся 17 июля 1955 года.
Она была основана на использовании 11 обращаемых 16-мм киноплёнок Kodachrome и, в отличие от «Синеорамы», использовала другое расположение кинопроекторов. В «Циркараме» аппаратная опоясывала круглый кинозал, и кинопроекторы демонстрировали изображение на участок экрана, находившийся напротив через весь кинозал. Фонограмма воспроизводилась с отдельной 17,5-мм магнитной ленты с односторонней перфорацией, синхронизированной с проекторами.
Использование узкой киноплёнки ограничивало размеры кинозала и яркость экрана. Для повышения качества изображения система была преобразована для работы с 9 киноплёнками и более короткофокусными объективами киносъёмочных аппаратов, использующихся в кругорамной установке для съёмки. Это дало выигрыш по вертикальному углу обзора. Для кинозалов большего размера фильмокопии стали печататься оптическим способом на 35-мм киноплёнке, и в 1967 году «Циркарама» была преобразована в 35-мм киносистему Circle-Vision 360°.
В 1959 году в СССР была разработана своя кругорамная киносистема «Круговая кинопанорама», основанная сначала на использовании 22-х киноплёнок для создания двухрядного кругового изображения, а затем преобразованная в систему на 11 киноплёнках с вертикальным анаморфированием.
Последней киносистемой, основанной на 9 киноплёнках, стала «Айверкс 360» (англ. Iwerks 360), впервые использованная для съёмки фильма «Открытки» в 1993 году в США. В настоящее время в разных странах существуют около 50 кинотеатров, работающих по такой системе. Современные цифровые кинотехнологии позволяют создавать кругорамное изображение без видимых швов, используя значительно меньшее количество съёмочных камер и проекторов, поэтому сложные системы, использующие несколько киноплёнок, постепенно уходят в прошлое, заменяемые цифровой проекцией по мере износа.